# Приазовська низовина
Приазо́вська низовина́ — пологохвиляста низовина на південному сході України, в межах Донецької і Запорізької областей. На сході (у пониззі річки Лозуватки) межує з Причорноморською низовиною, на півночі — з Приазовською височиною, на північному сході — з відрогами Донецької височини, на півдні уступом (завширшки від 10 до 50 м) обривається до Азовського моря.
Ширина низовини — від 20 до 100 км. Переважає плоский ало слабохвилястий рельєф. Пересічні висоти 70—80 м, максимально — до 120 м. Низовина розчленована субмередіальними долинами річок (завглибшки до 80 м), балками та ярами. Подекуди трапляються групи насипних могил заввишки до 10 м.
Найбільші річки: Лозуватка, Обитічна, Кільтиччя, Берда.
З рельєфотворних процесів переважають ерозія, абразія, зсуви, а також прибережні акумулятивні процеси, внаслідок яких утворилися коси: Крива, Білосарайська, Бердянська та Обитічна. Є вапняковий карст.
Домінують сухостепові ландшафти. Природна рослинність збереглася у Хомутівському Степу — відділі Українського степового заповідника.

## Геологія
У геоструктурному відношенні відповідає південно-східному схилу Приазовського виступу Українського щита.
Укладена кристалічними породами — гранітами, гнейсами, мігматитами, сієнітами, які перекриті вапняками, піщаноглинистими відкладами та лесами.

## Природоохоронні території
У межах низовити розташовані: Приазовський національний природний парк, Хомутівський Степ, заказники і пам'ятки природи Гранітні Скелі, Обитічна Коса, Заплава річки Берда, Оголовок Бердянської коси та інші.